# Grace Upshaw
Grace Upshaw (Berkeley, 25 septembre 1975) est une athlète américaine. 